# Diastema

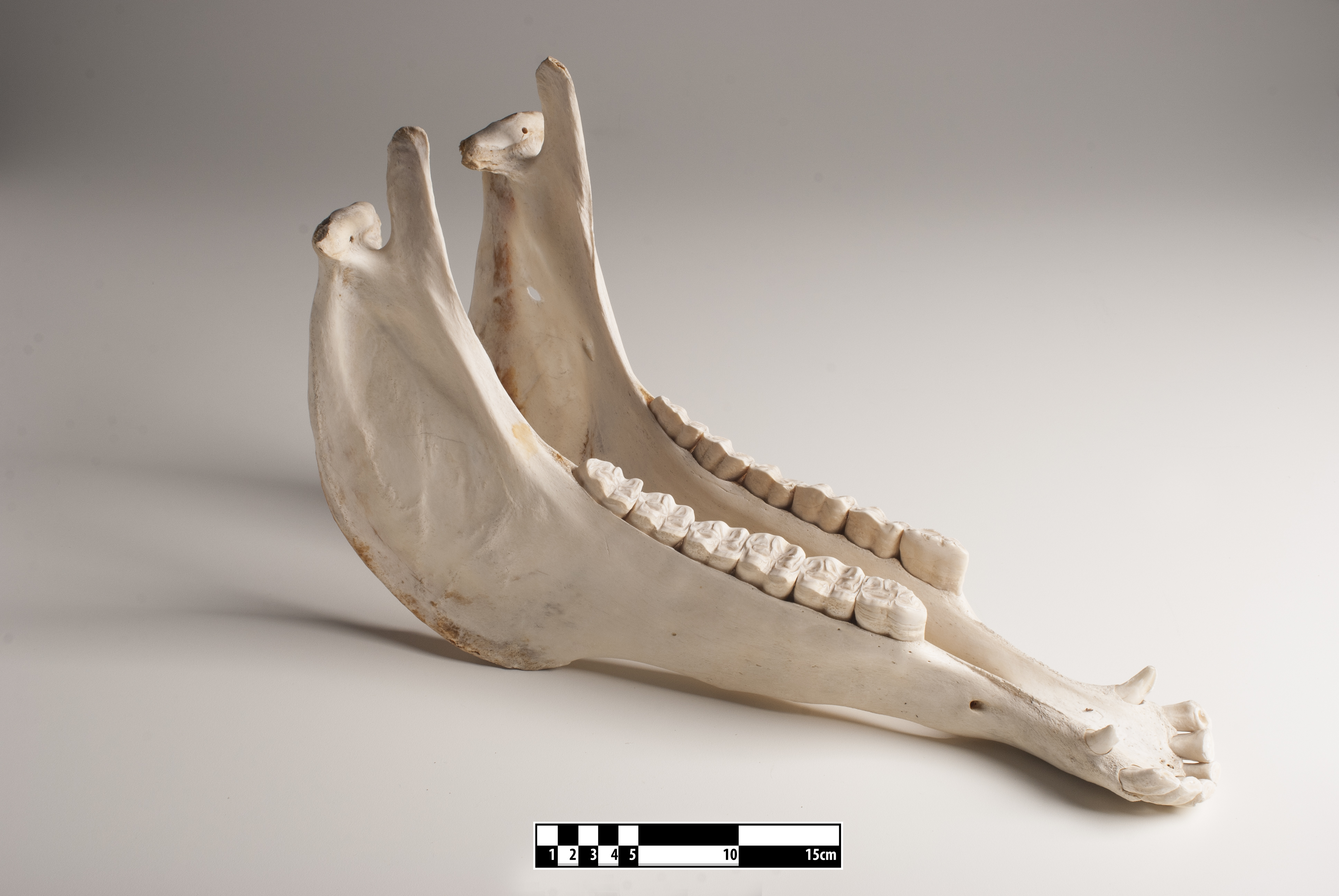
Mandíbula de caballo mostrando su largo diastema

Se llama diastema al espacio entre dos dientes.
Comúnmente se utiliza este término para referirse a la separación de los incisivos superiores en humanos. Sucede cuando hay una desproporción entre el tamaño de los dientes y la mandíbula. Puede aparecer como un signo de acromegalia aunque no es patognomónico.
Puede ser localizado o generalizado; este último es frecuente en los niños debido a que los dientes temporales tienen menores dimensiones que los dientes permanentes. Este espacio aparece cuando hay una discrepancia hueso-diente positiva. En algunos casos es necesario realizar un tratamiento mediante ortodoncia.
En los cuentos de Canterbury, Geoffrey Chaucer hace referencia a la mujer con la separación de dientes. En épocas medievales y en ciertos folclores, este hueco se asociaba, especialmente en mujeres, con mujeres lujuriosas o con deseos carnales muy por encima de la media.[cita requerida]

#### Riesgos
Tener diastema implica riesgo, no sólo en lo estético sino que también a nivel de la salud bucal. Entre los riesgos más considerables podemos encontrar:
- Mayor riesgo de aparición de caries.
- Problemas para hablar.
- Molestias o dolores de cabeza, mandíbula, cuello y oídos por la incorrecta mordida de los alimentos.
- Lesiones o enfermedades en las encías.

Finalmente, los restos de comida que pueden quedar atrapados en la boca pueden originar placa dental. También puede desarrollarse una gingivitis o periodontitis, ya que durante el aseo bucal el cepillo no logra llegar a los espacios entre los dientes de manera correcta.

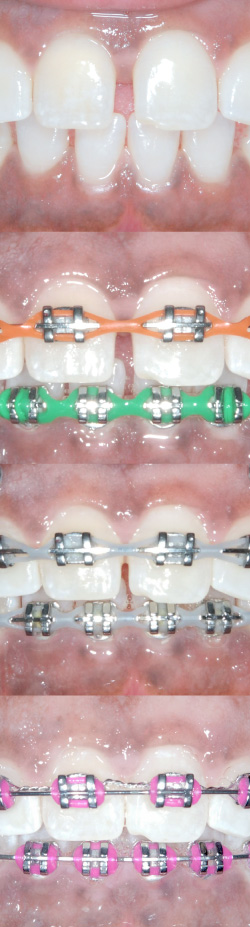
Tratamiento de la reducción del diastema en humanos